# Sofia Thøgersen
Sofia Thøgersen (* 6. Juli 2005) ist eine dänische Leichtathletin, die sich auf den Mittel- und Langstreckenlauf und den Hindernislauf fokussiert.

## Sportliche Laufbahn
Erste Erfahrungen bei internationalen Meisterschaften sammelte Sofia Thøgersen im Jahr 2021, als sie bei den U20-Europameisterschaften in Tallinn in 9:16,43 min die Silbermedaille im 3000-Meter-Lauf gewann. Im Jahr darauf siegte sie in 9:20,56 min im 3000-Meter-Lauf bei den U18-Europameisterschaften in Jerusalem und sicherte sich in 6:29,68 min die Bronzemedaille über 2000 m Hindernis. Im Dezember gelangte sie bei den Crosslauf-Europameisterschaften in Turin nach 13:57 min auf den 25. Platz im U20-Rennen. 2023 wurde sie bei der 2. Liga der Team-Europameisterschaft im Rahmen der Europaspiele in Chorzów in 4:11,08 min Fünfte über 1500 Meter. Im August gewann sie bei den U20-Europameisterschaften in Jerusalem in 4:17,08 min die Silbermedaille über 1500 Meter und sicherte sich in 15:53,08 min die Bronzemedaille im 5000-Meter-Lauf. Kurz darauf schied sie bei den Weltmeisterschaften in Budapest mit neuem Landesrekord von 4:05,35 min in der ersten Runde über 1500 Meter aus und löste damit Heidi Jensen als Rekordhalterin ab. Im Dezember gewann sie bei den Crosslauf-Europameisterschaften in Brüssel in 18:38 min die Silbermedaille im U20-Rennen. Im Jahr darauf schied sie bei den Hallenweltmeisterschaften in Glasgow mit 4:16,06 min im Vorlauf aus. Zuvor stellte sie noch zu Ratifikation ausstehende U20-Europarekorde über die Meile und 3000 Meter auf. Im August belegte sie bei den U20-Weltmeisterschaften in Lima in 8:59,85 min den fünften Platz über 3000 Meter und im Dezember gewann sie bei den Crosslauf-EM in Antalya in 16:03 min die Bronzemedaille im U20-Rennen.
2025 schied sie bei den Halleneuropameisterschaften in Apeldoorn mit 4:14,02 min in der Vorrunde über 1500 Meter aus. Im Juli kam sie bei den U23-Europameisterschaften in Bergen über 5000 Meter nicht ins Ziel.
In den Jahren von 2021 bis 2024 wurde Thøgersen dänische Meisterin im 1500-Meter-Lauf und 2022 und 2023 wurde sie Hallenmeisterin über 1500 und 3000 Meter sowie 2025 über 1500 Meter. Zudem wurde sie 2024 Hallenmeisterin über 800 Meter. 2024 wurde sie Landesmeisterin im Crosslauf.

## Persönliche Bestleistungen
- 800 Meter: 2:03,23 min, 8. September 2023 in Trier (dänischer U20-Rekord)
  - 800 Meter (Halle): 2:06,55 min, 11. Februar 2024 in Bærum (dänischer U20-Rekord)
- 1500 Meter: 4:05,34 min, 19. August 2023 in Budapest (dänischer Rekord)
  - 1500 Meter (Halle): 4:10,06 min, 23. Februar 2025 in Göteborg (dänischer Rekord)
  - Meile (Halle): 4:29,31 min, 30. Januar 2024 in Ostrava (dänischer Rekord)
- 2000 Meter: 6:27,72 min, 30. Juni 2019 in Göteborg
- 3000 Meter: 8:53,39 min, 7. Juni 2023 in Kopenhagen
  - 3000 Meter (Halle): 8:50,22 min, 15. Februar 2025 in Lyon (dänischer Rekord)
- 5000 Meter: 15:26,92 min, 3. Juni 2025 in Bergen
- 2000 m Hindernis: 6:24,51 min, 11. September 2021 in Hvidovre (dänischer U18-Rekord)
- 3000 m Hindernis: 10:02,69 min, 28. Mai 2023 in Kopenhagen